# Кудери Жолдыбайулы
Кудери Жолдыбайулы (1861, Жангельдинский район Костанайской области — 1931, там же) — казахский народный акын, жырау. Широко известен в народе исполнением песен и жыров, Сохранились дастаны Кудери «1916 год», «Амангелдінің Торғайдағы алғаны», «Ер туды», стихи «Әлібиге», «Ахмет Біржанұлына», айтысы с Хамзой и многие другие. Стихотворения Кудери перевел на русский язык П. Н. Кузнецов. Сочинения акына хранятся в Национальной библиотеке РК.